# Drum național 23
Der Drum național 23 (rumänisch für „Nationalstraße 23“, kurz DN23) ist eine Hauptstraße in Rumänien.

## Verlauf
Die Straße beginnt in Brăila, wo sie vom Drum național 22 (hier zugleich Europastraße 87) abzweigt. Sie kreuzt am westlichen Stadtrand von Brăila den die Stadt umgehenden Drum național 2B (zugleich Europastraße 584) und verläuft nach Nordwesten über Măxineni nach Măicănești, wo der Drum național 23B zunächst nach Westen abgeht. Sie führt weiter nach Norden über Nănești, wo der kurze Drum național 25A zum Drum național 25 abzweigt, wendet sich nach Nordwesten, nimmt kurz vor Focșani den Drum național 23A auf und endet in der Kreishauptstadt Focșani am Drum național 2 (Europastraße 85).
Die Länge der Straße beträgt rund 89 km.